# Pierre-François Veillon
Pour les articles homonymes, voir Veillon.
Pierre-François Veillon, né le 30 avril 1950 à Château-d'Œx (originaire de Bex), est un ingénieur agronome et une personnalité politique suisse, membre de l'Union démocratique du centre (UDC). Il est membre du Conseil d'État du canton de Vaud de décembre 1991 à juin 1996, puis conseiller national de décembre 2003 à novembre 2015.

## Biographie
Pierre-François Veillon cofonde un bureau de gestion et compatibilité agricole à Bex, dans le canton de Vaud, dont il devient l'un des codirecteurs. Il quitte ce bureau lors de son élection au Conseil d'État en 1991, puis y retourne après sa démission en 1996.

### Carrière politique

#### Débuts
Membre de l'Union démocratique du centre, Pierre-François Veillon siège au Conseil communal (législatif) de Bex de 1985 à 1989. Il siège également au Grand Conseil du canton de Vaud de 1986 à 1991.

#### Conseiller d'État
Bien que ne disposant pas d'une expérience dans un exécutif, l'UDC choisit Pierre-François Veillon comme candidat pour l'élection complémentaire organisée à la suite de la démission de son camarade de parti Marcel Blanc. Il bénéficie du fait d'être l'un des rares députés de son parti à ne pas être agriculteur à un moment où le parti cherche à convaincre de nouveaux électeurs. Enfin, le fait que l'ancien président du Grand Conseil Georges Burdet est hors course car deux autres conseillers d'États viennent déjà, comme lui, du district d'Yverdon, joue également en sa faveur.
Il est élu le 3 novembre 1991 au Conseil d'État du canton de Vaud, soutenu par son parti et par les autres partis de centre-droit (PRD, PLS et PDC). Il obtient la majorité absolue au premier tour face à l'écologiste Irène Gardiol et au socialiste dissident Robert Rittener. À la suite de son élection, il n'y a pour la première fois pas d'agriculteur au Conseil d'État vaudois. Il prend la tête du Département des finances.
En 1992, il soutient l'adhésion de la Suisse à l'Espace économique européen, contrairement à la majorité de son parti au niveau suisse, mais conformément à la section vaudoise de l'UDC,.
En 1993, en tant que responsable du Département des finances, il s'oppose en vain à l'initiative populaire du Parti libéral vaudois demandant un allégement de l'impôt sur l'épargne, approuvée le 6 juin 1993 par deux tiers des électeurs. Cette même année, il pilote le processus de rapprochement entre la Banque cantonale vaudoise, le Crédit foncier vaudois, la Caisse d'épargne et de crédit et la Banque vaudoise de crédit qui conduit à leur fusion progressive.
Lors des élections cantonales du 6 mars 1994, il est réélu dès le premier tour au Conseil d'État. Il conserve la responsabilité du département des finances.
En 1995, une fiduciaire découvre que le chef du service de l'administration vaudoise des finances a manipulé les comptes cantonaux de 1990 à 1993 pour atténuer les déficits, sans toutefois s'être enrichi personnellement. Veillon décide en conséquence de réorganiser le service des finances, tandis que le haut fonctionnaire incriminé doit s'en aller.
En février 1996, le député socialiste Roland Troillet révèle que le bureau de consultants chargé de mettre en œuvre le programme d'économie Orchidée II, piloté par Veillon, a facturé des dépenses n'ayant aucun lien avec leur mandat (jouets, cosmétiques, etc.). Le 7 mars, une réorganisation intervient au sein du Conseil d'État et Veillon perd la présidence du Conseil d'État qu'il exerce cette année-là et change de département, reprenant le département de la justice, de la police et des affaires militaires à Philippe Biéler et cédant les finances à Charles Favre. 
Dans les jours qui suivent son départ des finances, une nouvelle affaire touche Pierre-François Veillon. Ce dernier n'a en effet pas informé le reste du gouvernement d'une erreur comptable de 65 millions de francs commise par la Recette du district de Lausanne, certes avant son arrivée au Conseil d'État, mais dont il était lui-même informé depuis juin 1995. Les autres membres du Conseil d'État lui demandent alors de démissionner, ce qu'il fait le 17 mars 1996.
Lors de l'élection complémentaire qui a lieu pour le remplacer, Josef Zisyadis, membre du Parti ouvrier et populaire (POP), est élu le 9 juin 1996, donnant une majorité de gauche au Conseil d'État pour la première fois dans l'histoire du canton.

#### Conseiller national
Pierre-François Veillon est élu au Conseil national lors des élections fédérales de 2003 et y reste jusqu'en 2015.  Peu après son élection en 2003, il s'engage dans le comité référendaire contre l'instauration d'un congé maternité. En 2004, il critique son parti lorsque ce dernier décide d'attaquer l'adhésion de la Suisse à la Convention de Schengen avant même que le texte de l'accord entre la Suisse et l'Union européenne soit connu. La même année, il soutient contre l'avis de son parti le partenariat enregistré entre les couples de même sexe, ainsi que l'extension de l'accord sur la libre-circulation des personnes aux dix nouveaux États membres de l'Union européenne,. 
De 2007 à 2009, il préside la Commission de gestion du Conseil national, dont il est par ailleurs membre pendant ses douze ans de mandat parlementaire. À ce titre, il est responsable des investigations parlementaires lors de l'affaire Nef, du nom de l'ancien chef de l'armée Roland Nef, nommé à ce poste alors qu'il avait fait l'objet d'une plainte pénale sans que le Conseiller fédéral n'en informe ses collègues. En janvier 2009, il présente les conclusions de la Commission de gestion sur la destruction du dossier d'enquête pénale contre la famille Tinner dans le cadre d'une affaire de trafic nucléaire et critique vivement cette destruction. 
En 2009 et 2010, il préside un groupe de travail de la Commission de gestion sur la transmission de données bancaires de l'UBS à l'administration fiscale des États-Unis dans le cadre duquel il est également en désaccord avec le Conseil fédéral. En juin 2010, il est l'un des trois seuls conseillers nationaux UDC, avec le schaffhousois Thomas Hurter et le futur Conseiller fédéral Guy Parmelin, à accepter l'accord entre la Suisse et les États-Unis réglant le différend lié à l'UBS. En 2012, il critique la manière dont le Service de renseignement de la Confédération gère un scandale lié à des milliers de données volées par un collaborateur,.
Pierre-François Veillon renonce à se représenter lors des élections fédérales de 2015 et son mandat de Conseiller national prend donc fin le 29 novembre de cette année,.
En 2008, lors de la scission de l'aile modérée de l'Union démocratique du centre, Pierre-François Veillon refuse de rejoindre le nouveau Parti bourgeois-démocratique et reste membre de l'UDC.

### Famille
Pierre-François Veillon est le père de Vincent Veillon, animateur de radio et de télévision.